# Corrhenes undulata
Corrhenes undulata är en skalbaggsart som beskrevs av Stefan von Breuning 1938. Corrhenes undulata ingår i släktet Corrhenes och familjen långhorningar. Inga underarter finns listade i Catalogue of Life.